# Praia das Burras
A Praia das Burras é uma praia do Arquipélago de São Tomé e Príncipe, localiza-se a Norte da ilha do Príncipe entre a Praia das Bananas e a Praia de Santa Rita, junto à foz do Rio Voltas.